# Усенбеков Калійнур
Усенбеков Калійнур (кирг. Үсөнбеков Калыйнур нар. 4 квітня 1902 — пом. 9 грудня 2003) — радянський військовик, Герой Радянського Союзу (1945). Пізніше, обирався депутатом Верховної Ради Киргизької РСР в 9-11 скликаннях. Генерал-лейтенант.

## Біографія
Народився у селі Ой-Булак (нині Тюпського району Іссик-Кульської області Киргизстану) у селянській родині. Киргиз. Закінчив педагогічне училище. Працював завідувачем учбової частини Мало-Джаргилчацької неповної середньої школи.
З 1942 року в РСЧА. У діючій армії з листопада того ж року. В 1943 році закінчив курси молодших лейтенантів.
Парторг батальйону 1008-го стрілецького полку (266-а стрілецька дивізія, 5-а ударна армія, 1-й Білоруський фронт) старший лейтенант Усенбеков в боях при розширені кюстрінського плацдарму 12-14 травня 1945 року особистим прикладом заохочував бійців в атаку та відбиття численних контратак противника проявивши мужність та відвагу.
31 травня 1945 року Калійнуру Усенбекову присвоєно звання Героя Радянського Союзу.
Після війни продовжував службу в Радянській армії. У 1951 році закінчив Військово-юридичну академію.
З 1951 по 1961 рік працював в органах цивільної та військової прокуратури. Був військовим слідчим, пізніше заступником і першим заступником прокурора Киргизької РСР.
У 1961-68 роках працював начальником відділу у системі Внутрішніх справ Киргизької РСР, а згодом у військах МВС — заступником командира військової частини.
З 1968 по 1987 рік голова ЦК ДТСААФ Киргизької РСР.
У травні 1987 року генерал-лейтенант К.Усенбеков вийшов у відставку (в 1973 році був звільнений в запас у званні генерал-майора). З травня 1987 року очолював Раду ветеранів війни, праці та Збройних Сил Киргизької Республіки. З 1990 року був головним редактором республіканської «Книги пам'яті».
Обирався депутатом Верховної Ради Киргизької РСР 9, 10 і 11 скликань, в 1989 році був обраний депутатом Верховної Ради СРСР.
Жив в Киргизстані в місті Бішкек. Помер 9 грудня 2003 року, похований у Бішкеку.